# Anthony Lake
William Anthony Kirsopp Lake, más conocido como Tony Lake (Nueva York, Estados Unidos, 2 de abril de 1939), es el actual Director Ejecutivo de Fondo de Naciones Unidas para la Infancia (Unicef). Fue asesor de política exterior de diversos presidentes de los Estados Unidos y candidatos a presidente del Partido Demócrata y fue asesor nacional de seguridad bajo el mandato del presidente Bill Clinton desde 1993 hasta 1997. Se le atribuye un papel decisivo en la resolución de la guerra de Bosnia.

## Juventud
Lake es el nieto de Kirsopp Lake, miembro del clero de la Iglesia de Inglaterra que fue enviado desde Oxford, Inglaterra, a Estados Unidos para impartir la cátedra de estudio del Nuevo Testamento en Harvard. El padre de Lake, Gerard Kirsopp Lake, fue un político norteamericano, del partido demócrata, implicado en el New Deal del presidente Roosevelt.